# Chickasaw (grup humà)
Els chickasaw són una tribu muskogi, el nom de la qual prové potser de chickasha "rebel", o potser vol dir "els descendents de Chicsa", personatge mític del que diuen ser descendents. Es dividien en dos grups: Impsaktea i Intcukwalipa. Ocupaven el NE dels marges dels rius Mississipi i Alabama, vora l'actual Memphis (Tennessee) i Oklahoma. Són relacionats lingüísticament amb els creek i choctaws. Chickasaw destacats foren Piomingo, Tishomingo, Cyrus Harris, Benjamin Franklin Overton, William Malcolm Guy, William Leander Byrd, Te Ata, Bill Anoatubby, Linda Hogan o Lynn Moroney. Actualment formen part de la tribu reconeguda federalment Nació Chickasaw.

## Demografia
Cap al 1560 eren potser uns 8.000 individus. Les malalties i les guerres els minvaren a 5.000 el 1600, a 1.200 el 1786, però augmentaren a 3.500 el 1820 i a 6.068 el 1832 (comptant els esclaus). El 1900 foren censats uns 5.652 indis purs, 4.600 negres i 650 mestissos; cap al 1950 es calcularen en uns 9.000 (5.350 a Oklahoma) i a finals del 1990 hi havia censats 19.000 chickasaw. Segons el cens indi als EUA del 2000, hi havia 20.887 xickasaw purs, 3.014 barrejats amb altres tribus índies, 12.025 xickasaw barrejats amb altres races i 2.425 xickasaw-altres tribus barrejats amb altres races. En total, hi ha 38.351 persones amb ascendents chickasaw. Segons xifres de la BIA el 1995, a l'Ardmore Agency de la Reserva Chickasaw, hi havia 23.036 habitants (34.000 apuntats al rol tribal).

## Costums
Habitaven pels voltants de Memphis, el seu lloc central, en viles estretes i irregulars de fins i tot sis kilòmetres de llarg, connectades entre si per camins d'unes 160 milles; i cada família posseïa tres edificis: una casa rectangular d'estiu, amb fusta ajustada de pals i rebrots coberts d'escorça, un graner i una casa d'hivern rodona de pals coberts per un entrellaçament de pals i rebrots, coberta d'herbes i fang. Però molts d'ells, després de la Independència dels EUA, adoptaren els cabanes de les fronteres. Eren seminòmades i se separaren dels choctaws, amb qui originàriament potser formaven una sola tribu, ja que els chacta ocuparen el nord i els chicsa el sud; eren comerciants i tenien clans matrilineals, cadascun dels quals es distingia per un emblema animal i era comandat per un minko i un Consell d'Ancians. El tishu minko era el cap principal. Tenien una divisió social dual amb matrimonis exogàmics, i vivien del conreu intensiu del moresc.
Associaven el ser suprem al cel, al sol i al foc; afirmaven que el déu del sol, Ababinili, va eliminar la foscar i envià els homes a la terra perquè hi plantessin moresc. Altres déus eren Hottuk Ishtohcollo, déu bo, i Hottuk Ookproose, déu maligne. Creien en una ànima immortal, sense càstig etern, en el diluvi universal i en un judici final on plourà oli, sang i foc. Enterraven els morts en una fossa davant de la seva casa, sentats i embolicats en una manta, amb les seves millors vestimentes.

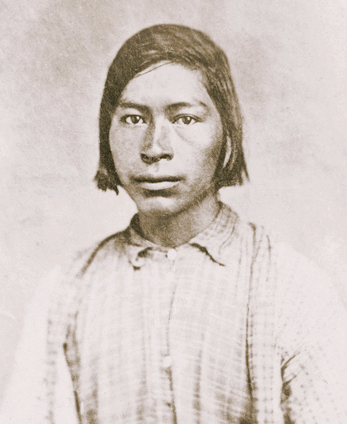
Jove guerrer chickasaw

Practicaven els mateixes danses que els creek, seminola i choctaws, com la del Busk, la del Nou Foc i la cerimònia de la collita; tenien aliktce, xamans curadors, i hopoye, homes sagrats. Els principals jocs eren toli i akabatli, similar a l'anomenat lacrosse. La seva principal cerimònia era la picofa, que creien que servia per a guarir malalties. Actualment, però, són baptistes.
La seva llengua és molt similar a la dels choctaw, i fou molt usada durant els segles XVII i XVIII a la vall del Mississipi com a llengua de comerç i comunicació intertribal. Se'ls considerava ferotges guerrers que absorbien els pobles conquerits i controlaven les tribus del Nord del seu territori, però no aspiraven a subjugar-les, sinó a defensar el seu propi territori. Les dones i nens presoners eren adoptats per la tribu, però els guerrers presoners eren torturats per les dones de la tribu fins a morir. Sovint feien atacs a les viles enemigues per tal de demostrar el seu valor personal. I com a trofeus de guerra, agafaven caps i cabelleres (scalps).

## Història
Foren descoberts el 1540 per Hernando de Soto, qui els anomenaria chicaza i atacà llurs campaments. Cap al 1600 eren uns 5.000, contra uns 22.000 choctaw, uns 26.000 creek i 23.000 cherokees. El 1673 foren visitats pel francès Jolliet i el 1682 per La Salle, qui pretengueren aliar-se amb ells, però el 1698 els comerciants britànics Thomas Welch i Anthony Dodsworth aconseguiren que s'aliessin amb Anglaterra. Durant el segle xviii es van veure embolicats en els conflictes colonials entre francesos i anglesos. El 1702 van fer una guerra amb els choctaw. El 1732 reptaren la Confederació Iroquesa i penetraren en llur territori. Enemics tradicionals dels choctaw, quan aquests s'aliaren amb els francesos, ells ho van fer amb els anglesos. El 1736 els venceren a Amalahta (Missouri) i també ajudaren als supervivents natchez, raó per la qual el 1739 foren atacats per francesos, iroquesos i choctaws alhora. Des d'aleshores vivien en fortificacions i controlaven el comerç entre Louisiana i Illinois. Tant homes com dones lluitaven a cavall.
El 1760 pactaren amb els francesos de Louisiana, mercè els oficis del cap Piomingo, oposat al cap creek McGuillivray. El 1775, dirigits per James Colbert, ajudaren als britànics contra els colons nord-americans, fins que es rendiren el juny del 1785. I el novembre del 1786, pel tractat de Hopewell, els EUA reconegueren el territori chickasaw amb frontera al Nord del riu Ohio, de manera que des del 1791 ajudaren als nord-americans. El 1801 el seu cap Chinubbe Minko negocià venda de terres amb els EUA, i pel 1805 cediren la major part de Tennessee; el 1816 totes les terres d'Alabam, el 1818 la resta de Tennessee. El 1820 els obriren al territori nombroses escoles metodistes, baptistes i presbiterianes, i cap al 1822 alguns començaren a marxar a l'Oest del Mississipi. Fins i tot, el 1828 un grup, dirigit per Levi Colbert, marxà ja a Oklahoma. Finalment, el 20 d'octubre del 1830 els imposaren el tractat de Pontotoc Creek, pel qual havien d'abandonar les terres i marxar cap a Oklahoma.
Entre el 1832 i el 1834, després de vendre les terres del Mississipi, foren traslladats al Territori Indi (actual Oklahoma) amb els seus caps Tishomingo (darrer cap de guerra, qui va morir en el camí), i els germans George i Levi Colbert, amb un total de 4.914 indis i 1.154 esclaus. Allí van rebre 6.422.400 acres de terra, però el 1838 un mig miler d'indis van morir en una epidèmia. El 1838 van escollir un Consell Nacional; van fundar sis viles (Pontotoc, Fort Washita, Colbert, Fort Arbuckle, Burney i Tishomingo City) i dividiren el territori en quatre comtats (Pontotoc, Panola, Pickens i Tishomingo). El 1841 els EUA van instal·lar al seu territori Fort Washsita, per tal de defensar-los dels atacs comanxes; tanmateix, el 1851 van haver d'acceptar l'arbitri dels EUA contra els choctaws per la frontera de terres. El 1855 els fou concedit el territori entre els rius Canadian al Nord i Texas al Sud, separats dels choctaw, i van establir plantacions força pròsperes.
El 1856 fou escollit el primer governador chickasaw, Cyrus Harris (reescollit el 1866); el 1861 foren atacats per la Confederació, malgrat que un dels seus líders, Winchester Colbert, lluitava amb ells, i els imposaren una mena de vassallatge; però 225 indis no ho acceptaren i s'exilaren cap a Kansas. El 1866 van signar un nou tractat amb els EUA i el 1872 el ferrocarril passà pel seu territori. El governador William Leander Byrd (1888-1892) es va veure obligat a negociar la parcel·lació de llurs terres des del 1887. Fins al 1893 no s'arribaria a un acord, pel qual se signaria el Tractat d'Atoka del 1896.
El 4 de març del 1906 fou dissolt el govern tribal chickasaw, i es va fer un cens de la tribu (1.538 chickasaw purs, 4.156 mestissos i 635 blancs casats amb indis); el 1907 la reserva fou parcel·lada en propietats individuals, i la terra que va "sobrar" fou repartida entre els no indis; però ells seguiren escollint els seus propis governadors: Douglas Johnston (1908-1939), qui va dirigir nombroses protestes per les violacions dels acords d'Atoka i aconseguiria que entre el 1916 i el 1925 cada chickasaw rebés 1.75 $ en compensació per les terres arrabassades; Floyd E. Maytebby (1939-1963), qui va aconseguir que el 1946 l'Indian Claims Comission ressolgués que havien de rebre 3.489.843 $ per les terres no venudes, però que no pogué evitar que els imposessin la Termination Bill del 1958; i Overton James (1963-1971).
Des del 1971 el govern dels EUA els reconegué com a Chickasaw Nation i els permeté d'escollir els seus propis presidents: Overton James (1971-1987) i Bill Anoatubby (1987-?) foren els primers.

## Dirigents de la Nació Chickasaw
- Minko (cap hereditari) 
  - 1838-1846 Ishtehotopa
- Caps del Districte Chickasaw, Caps de la Nació Chickasaw
  - 1838 - 1839 George Colbert
  - 1839 - 1844. ...
  - 1844 - 1846 Isaac Alberson (Samuel Seeley)
  - 1846 - 1848 James McLaughlin
  - 1848 - 1850 Edmund Pickens
  - 1850 - 1856 Daugherty Colbert
- Governadors
  - 1856 - 1858 Cyrus H. Harris (primer cop) (1817-1888)
  - 1858 - 1860 Daugherty Winchester Colbert (primer cop) (1810-1880)
  - 1860 - 1862 Cyrus H. Harris (segon cop)
  - 1862 - 1866 Daugherty Winchester Colbert (segon cop)
  - Febrer 1864-16 Juliol 1865, a l'exili de Texas
  - 1864 Horace Pratt (provisional)
  - 1866 Jackson Kemp (provisional)
  - 1866 - 1870 Cyrus H. Harris (tercer cop)
  - 1870 - 1871 William P. Brown
  - 1871 - 1872 Thomas J. Parker (1775-1890)
  - 1872 - 1874 Cyrus H. Harris (quart cop)
  - 1874 - 1878 Benjamin Franklin Overton (primer cop) (1836-1884)
  - 1878 - 1880 Benjamin Crooks Burney (1844-1892)
  - 1880 - 8 Feb 1884 Benjamin Franklin Overton (segon cop)
  - 1881 Hickeyubbee (provisional)
  - 1884 - 1886 Jonas Wolfe (primer cop) (?1900)
  - 1886 - 1888 William Malclom Guy (1845-1918)
  - 1888 - 1892 William Leander Byrd (1844-1915)
  - 1892 - Juny 1894 Jonas Wolfe (segon cop)
  - Jun 1894 - Oct 1894 Tecumsah A. McClure (provisional)
  - Oct 1894 - Ago 1896 Palmer S. Mosely (primer cop) (1851-1908)
  - Ago 1896 - 1898 Robert Maxwell Harris (1850-1927)
  - 1898 - 1902 Douglas Henry Johnston (1858-1939)
  - 1902 - 1904 Palmer S. Mosely (segon cop)
  - 1904 - 26 Apr 1906 Douglas Henry Johnston (segon cop)
  - 1906 Peter Maytubby
  - 1906 - 1939 Douglas Henry Johnston (tercer cop)
  - 1939 - 1963 Floyd Ernest Maytubby (1893-1963)
  - 1963 Hugh Maytubby
  - 1963 - 1971 Overton James
- Presidents
  - 1971 - 1987 Overton James
  - 1987 - Bill Anoatubby (1945)